# والتر يونغ
والتر يونغ هو عداء مراثوني كندي، ولد في 14 مارس 1913، وتوفي في 28 ديسمبر 2004 في ميشن في كندا.